# 福田博之
福田 博之（ふくだ ひろゆき、1961年7月9日 - ）は、日本のテレビプロデューサー。日本テレビホールディングス株式会社代表取締役社長執行役員兼日本テレビ放送網株式会社代表取締役社長執行役員。株式会社スタジオジブリ代表取締役社長。

## 人物
- 東京都出身[3]。都立大泉高校・明治大学と進み、高校・大学ではラグビー部に所属した。日本テレビ採用試験時の最終面接では「ラグビーワールドカップ（の中継）をやりたい」と述べていた。後にラグビーワールドカップの日本での放映権を日本テレビが取得することになるのは、2007年フランス大会の放映権を取得しようというテレビ局がなく困った電通の担当者が福田のことを聞きつけ、話を持ち込んだのがきっかけだったという[5]。
- 2013年2月3日放送のNHK×日テレ「60番勝負」2日目の潜入企画の中で、NHKの「おーい!はに丸」のキャラクターはに丸が「三冠王ってどんな王様?」と質問した相手が当時編成部長の福田だった。
- 2014年12月翌年1月期土曜ドラマ「学校のカイダン」に主演の広瀬すずに直接オファーを言い渡した。
- 2017年12月11日放送の「女芸人No.1決定戦 THE W」で優勝者の副賞である「日テレ100%券」のプレゼンターだった。

## 来歴
- 1985年 日本テレビ放送網入社。
- 2007年 営業局営業推進部長。
- 2009年 編成局編成戦略センタービジネス推進部長。
- 2010年 編成局編成戦略センター編成戦略部長。
- 2011年 編成局編成部長。
- 2012年 編成局次長兼編成部長。
- 2013年 制作局次長兼制作局チーフプロデューサー。
- 2014年 制作局長。
- 2016年 執行役員編成局長。
- 2018年 取締役編成局長並びにAXON非常勤取締役に就任。
- 2019年 日本テレビ取締役執行役員編成、情報・制作、スポーツ担当。
- 2022年 日本テレビ取締役コンテンツ戦略・コンテンツ制作・スポーツ担当。AXON非常勤取締役退任。WOWOW非常勤取締役就任[6]。
- 2023年 日本テレビ専務取締役[7]及び株式会社スタジオジブリ代表取締役社長[4]にそれぞれ就任。
- 2024年 日本テレビホールディングス取締役執行役員兼日本テレビ取締役副社長執行役員。
- 2025年 日本テレビホールディングス兼日本テレビ代表取締役社長執行役員に就任[2][3]。

## 過去の担当番組

### 制作・制作指揮
- ST 警視庁科学特捜班
- 24時間テレビ 「愛は地球を救う」

### チーフプロデューサー
- 世界まる見え!テレビ特捜部
- 踊る!さんま御殿!!
- ダウンタウンのガキの使いやあらへんで!
- 1億人の大質問!?笑ってコラえて!
- 行列のできる法律相談所
- おしゃれイズム
- 快脳!マジかるハテナ
- AKBINGO!
- NOGIBINGO!
- NMB48 げいにん!
- 乃木坂46×HKT48 冠番組バトル!
- HKT48トンコツ魔法少女学院
- SKE48のエビフライデーナイト
- サタデーナイトチャイルドマシーン
- てんとうむChu!の世界をムチューにさせます宣言!
- アイドルの穴〜日テレジェニックを探せ!〜